# Amirhossein Hosseinzadeh
Amirhossein Hosseinzadeh (persisch امیرحسین حسین‌زاده; * 30. Oktober 2000 in Teheran) ist ein iranischer Fußballspieler.

## Karriere

### Verein
Er startete seine Karriere in der Jugend von Moghavemat Tehran und wechselte von dort nach der U19 im September 2018 in die U21 von Saipa Teheran. Hiervon ging er schließlich im Februar 2019 auch in die erste Mannschaft über. Zur Spielzeit 2021/22 wechselte er dann weiter zu Esteghlal Teheran. Hier feierte er auch seine erste Meisterschaft. In der nächsten Saison wechselte er dann nach Belgien, wo er bei Sporting Charleroi einen Vertrag mit einer Laufzeit von zwei Jahren und der Option einer Verlängerung um weitere zwei Jahren unterschrieb. Er bestritt 23 von 29 möglichen Ligaspielen für Charleroi. Ende Juli 2023 wechselte er zurück in den Iran zu Tractor Sazi Täbris. Am Ende der Saison 2024/25 feierte er mit der Mannschaft die iranische Meisterschaft. In dieser Saison wurde er mit 14 Toren Torschützenkönig der Liga.

### Nationalmannschaft
Sein Länderspieldebüt für die A-Nationalmannschaft gab er bei einer 0:2-Niederlage gegen Südkorea während der Qualifikation für die Weltmeisterschaft 2022 am 24. März 2022. Hier wurde er zur 87. Minute für Sardar Azmoun eingewechselt.

## Erfolge
Esteghlal Teheran
- Iranischer Meister: 2021/22

Tractor Sazi Täbris
- Iranischer Meister: 2024/25

## Auszeichnungen
Persian Gulf Pro League
- Torschützenkönig: 2024/25  (14 Tore)